# Praia de Vale Frades
A Praia de Vale Frades é uma praia localizada na atual freguesia de Lourinhã e Atalaia, no Município da Lourinhã. Localiza-se no lado norte da Praia da Areia Branca, com pouco área de areia. É uma das praias mais pequenas da Lourinhã, tendo bastantes pedras e não sendo vigiada, pelo que não atrai pessoas para a praia.